# Phasmahyla
Genre
Phasmahyla est un genre d'amphibiens de la famille des Phyllomedusidae.

## Répartition
Les sept espèces de ce genre sont endémiques du Sud-Est du Brésil.

## Liste des espèces
Selon Amphibian Species of the World (21 avril 2016) :
- Phasmahyla cochranae (Bokermann, 1966)
- Phasmahyla cruzi Carvalho-e-Silva, Silva & Carvalho-e-Silva, 2009
- Phasmahyla exilis (Cruz, 1980)
- Phasmahyla guttata (Lutz, 1924)
- Phasmahyla jandaia (Bokermann & Sazima, 1978)
- Phasmahyla spectabilis Cruz, Feio & Nascimento, 2008
- Phasmahyla timbo Cruz, Napoli & Fonseca, 2008

## Publication originale
- Cruz, 1991 "1990" : Sobre as relacoes intergenericas de Phyllomedusinae da Floresta Atlantica (Amphibia, Anura, Hylidae). Revista Brasileira de Biologia, vol. 50, p. 709-726.